# Parafia św. Michała Archanioła w Opolu-Półwsi
Parafia Świętego Michała – rzymskokatolicka parafia, położona przy ulicy Domańskiego 4 w Opolu Półwsi. Parafia należy do dekanatu Opole-Szczepanowice w diecezji opolskiej.

## Historia parafii
Parafia została erygowana w 1937 roku z parafii Podwyższenia Krzyża Świętego w Opolu. Kościół parafialny zbudowany został w latach 1936–1937.
Proboszczem parafii jest ksiądz Rafał Siekierka.

## Liczebność i zasięg parafii
Do parafii należy 2700 wiernych, z miejscowości: Opole-Bierkowice i Opola-Półwsi, mieszkających przy ulicach: X Sudeckiej Dywizji Zmechanizowanej, Bierkowickiej, Banacha, Ceglanej, Cichej, Cmentarnej, Dalekiej, Dobrej, Domańskiego do nr 67, Etnografów, Golachowskiego, Jasnej, Kotarbińskiego, Kokota, Kolbuszewskiego, Kulczyńskiego, Kurpierza, Lajkonika, Ludowej, Marzanny, Miłej, Pancernej, Partyzanckiej, Pisankowej, Piwowarskiego, Północnej, Słowiańskiej, Spokojnej, Sobótki, Stefanii Mazurek,
Taszyckiego, Tatarkiewicza, Wrocławskiej (numery parzyste od 64 i nieparzyste od 105), Wspólnej, Wyglendy, Zamiejskiej, Zbożowej i Żerkowickiej.

### Szkoły i przedszkola
- Publiczna Szkoła Podstawowa nr 9 w Opolu[3]

## Duszpasterze

### Proboszczowie po 1945 roku
- ks. Wilhelm Goerlich
- ks. Paweł Czolkos
- ks. Jerzy Kopton
- ks. Tadeusz Słocki
- ks. Erwin Mateja
- ks. Jarosław Szeląg
- ks. Rafał Siekierka